# Ein starkes Team: Schöner Wohnen
Schöner Wohnen ist ein deutscher Fernsehfilm von Filippos Tsitos aus dem Jahr 2012. Es handelt sich um die 53. Folge der Krimiserie Ein starkes Team mit Maja Maranow und Florian Martens in den Hauptrollen.

## Handlung
Tierärztin Caroline Behringer wird in ihrer Wohnung erstochen aufgefunden. Kriminalhauptkommissarin Verena Berthold und Kollege Otto Garber ermitteln zunächst gegen den Immobilieninvestor Scholler, der die alteingesessenen Bewohner des Kiezes, in dem auch das Opfer wohnte, vertreiben will, um die Wohnungen zu Hotels und Eigentumswohnungen umzubauen. Caroline Behringer war der Kopf einer Bürgerbewegung gegen dieses Vorhaben und hatte sich mehrfach mit Scholler angelegt.
Das Opfer lebte allein, hat aber nach Aussage der Sprechstundenhilfe seit kurzem einen Freund gehabt, von dem sie aber weder Namen noch Adresse weiß. Weitere Freizeit verbrachte sie bei der Telefonseelsorge eines karitativen Vereins, für den sie ehrenamtlich arbeitete. Die Leiterin, Silvia Teckler, kann sich dabei an einen Anrufer erinnern, der immer nur Caroline Behringer sprechen wollte und sie regelrecht verfolgt habe. Dieser Daniel Elvert ist wegen diverser Eigentumsdelikte vorbestraft und gehört damit neben Scholler zu den Hauptverdächtigen.
Am nächsten Tag wird die Hauseigentümerin Hirse erschlagen aufgefunden. Da sie eine ihrer Wohnungen an Frau Behringer vermietet hatte, scheinen beide Fälle zusammenzuhängen. Allerdings ist dieses Opfer vor der Tierärztin getötet worden und auch das Mordmuster ist ein anderes. 
Bei den weiteren Ermittlungen stößt Verena Berthold auf die Malerfirma Peter Schneider, die hier im Kiez vorrangig die kleineren Renovierungen in den Mietshäusern durchführt. Daniel Elvert ist der Neffe von Peter Schneider und arbeitet in dem kleinen Betrieb seines Onkels mit. Da es ausnahmslos in den frisch renovierten Wohnungen in der letzten Zeit kleinere Einbrüche gab, gehen die Ermittler davon aus, dass Elvert rückfällig geworden ist. Bei genauerer Betrachtung steht fest, dass Elvert die Einbrüche zusammen mit seinem Onkel begangen haben muss. Nachdem Verena und Otto die Verdächtigen observiert haben, können sie sie auf frischer Tat überführen. Dabei stellt sich heraus, dass Peter Schneider die Hausbesitzerin erschlug, als sie ihn bei dem Einbruch überraschte. Sein Neffe hatte sich über die Telefonseelsorge erleichtern wollen und mit Caroline Behringer über den Vorfall gesprochen. Als sein Onkel das herausfand, brachte er die Tierärztin zum Schweigen, damit sie der Polizei nichts verraten konnte.

## Hintergrund
Schöner Wohnen wurde vom 1. März bis zum 3. April 2012 unter dem Arbeitstitel Nach Anruf Mord in Berlin gedreht und am 10. Oktober desselben Jahres um 20:15 Uhr auf ZDFneo erstausgestrahlt. 
Sputnik, dessen Rolle als Geschäftsmann in der Serie als ein Running Gag angelegt ist, eröffnet in dieser Folge „Happy Feet – Sputniks Fisch Spa“. In Becken gehaltene Kangalfische sollen die Hautschuppen von den Füßen knabbern und so für Wohlbefinden seiner Kunden sorgen.

## Rezeption

### Einschaltquoten
Die Erstausstrahlung von Schöner Wohnen am 10. Oktober 2012 im ZDF verfolgten 5,36 Millionen Zuschauer, dies entsprach einem Marktanteil von 17,5 Prozent.

### Kritiken
Rainer Tittelbach von Tittelbach.tv schrieb: „Spekulantentum mit Immobilien – trotz der sozialen Probleme im Hintergrund bietet ‚Schöner Wohnen‘ aus der ZDF-Reihe ‚Ein starkes Team‘ nur routiniertes Krimi-Handwerk mit Berlin-Flair, einem eingespielten Team und russischen Sidekicks. Wirklich auf Touren kommt diese filmische Pflichtübung von Filippos Tsitos nicht.“
Die Kritiker der Fernsehzeitschrift TV Spielfilm vergeben ebenfalls nur eine mittlere Wertung (Daumen gerade) und meinen: „Ein Zuviel an Personal, Details und Winkelzügen bremst die Spannung aus.“ Fazit: „Versierte Ermittler in überladenem Krimi.“